# Здань-Болярська сільська рада
Здань-Болярська сільська рада — колишня адміністративно-територіальна одиниця та орган місцевого самоврядування у Черняхівському, Пулинському, Мархлевському, Житомирському районах та Житомирській міській раді Волинської округи, Київської та Житомирської областей УРСР з адміністративним центром у с. Здань-Болярка.

## Населені пункти
Сільській раді на момент ліквідації були підпорядковані населені пункти:
- с. Здань-Болярка
- с. Мусіївка
- с. Нова Болярка.

## Населення
Кількість населення ради, станом на 1923 рік, становила 1 375 осіб, кількість дворів — 188.
Кількість населення сільської ради, станом на 1924 рік, становила 1 322 особи.
У 1926 році чисельність населення сільської ради становила 1 296 осіб.
Кількість населення ради, станом на 1931 рік, становила 1 417 осіб.

## Історія та адміністративний устрій
Утворена 1923 року в складі сіл Здань-Болярка, Роща, Стара Болярка та хутора Мусіївка Пулинської волості Житомирського повіту Волинської губернії. 7 березня 1923 року увійшла до складу новоствореного Черняхівського району. 28 вересня 1925 року сільську раду включено до складу Пулинського району. 17 лютого 1926 року сільську раду було затверджено в статусі польської національної. 3 червня 1930 року, в зв'язку з утворенням Пулинського німецького району, раду було передано до складу Мархлевського району.
17 жовтня 1935 року, відповідно до постанови ЦВК СРСР, в зв'язку з ліквідацією Мархлевського району увійшла до складу Житомирської міської ради. 14 травня 1939 року, указом Президії Верховної ради УРСР «Про утворення Житомирського сільського району Житомирської області», сільраду було включено до складу новоствореного Житомирського району. Станом на 1 жовтня 1941 року с. Роща, станом на 1 вересня 1946 року с. Стара Болярка — зняті з обліку населених пунктів.
Станом на 1 вересня 1946 року сільська рада входила до складу Житомирського району Житомирської області, на обліку в раді перебували с. Здань-Болярка та х. Нова Болярка. 10 лютого 1952 року на обліку в сільраді перебуває х. Нова Болярка, котрий підлягає перетворенню в село. Можливо, це колишнє с. Стара Болярка, відновлене в обліку як хутір.
Ліквідована 11 серпня 1954 року, відповідно до указу Президії Верховної ради УРСР «Про укрупнення сільських рад по Житомирській області», територію ради включено до складу Василівської сільської ради Житомирського району.